# Ар-Рісаля
Рісаля аш-Шафії, повна назва Kітаб ар-Рісаля фі Усуль аль-фікг (араб. كتاب الرسالة في أصول الفقه , «Книга трактату про принципи юриспруденції»), є основоположним текстом про принципи ісламської юриспруденції.
Слово «рісаля» арабською означає «повідомлення» або «лист». Трактат Шафії отримав свою назву завдяки традиційній, хоча й неперевіреній, історії про те, що Шафії склав твір у відповідь на прохання провідного юриста з Басри Абд аль-Рахмана бін Махді — він хотів, щоб Шафії пояснив юридичне значення Корану та сунни, і Рісала була відповіддю Шафії.
В цій праці аш-Шафії виділив чотири джерела ісламського права. Хоча цей поділ на основі чотирьох було приписано пізнішим коментаторам праці, а не самому Шафії.

## Зміст
1. Вступ
2. Про очевидне
3. Про правові знання
4. Про Книгу Божу
5. Про обов'язок людини прийняти авторитет Пророка
6. Про скасування божественного законодавства
7. Про обов'язки
8. Про природу Божих наказів заборони та наказів заборони Пророка
9. Про традиції
10. Про індивідуальні традиції
11. Про консенсус (іджма')
12. Про аналогію (кияс)
13. Про особисті міркування (іджтіхад)
14. Про юридичну перевагу (істіхсан)
15. Про розбіжності (іхтіляф)

Наведений вище список змісту відповідає перекладу Каддурі. Хаддурі переставив деякі розділи місцями, вважаючи, що їх позиція «не вписується в логічний порядок книги».
Відтак, якщо хтось бажає прочитати переклад Хаддурі, дотримуючись оригінального розташування Шафії, можна прочитати розділи в такому порядку: 1, 2, 4, 5, 6, 7, 9, 8, 3, 10, 11, 12, 13, 14, 15.